# Sasso Galletto
Sasso Galletto è un faraglione del lago Maggiore, situato vicino alla costa, tra gli abitati di Laveno-Mombello e Castelveccana, in provincia di Varese.

## Geografia
Lo spuntone di roccia alto circa 15 m si innalza sopra la riva rocciosa. Deve il suo nome a un oggetto metallico raffigurante un galletto posto sulla sua cima. Il tratto è frequentato dai subacquei che ne esplorano i fondali.